# Župnija Rače
Župnija Rače je rimskokatoliška teritorialna župnija dekanije Dravsko polje mariborskega naddekanata, ki je del nadškofije Maribor.

## Sakralni objekti
- župnijska cerkev je cerkev sv. Jožefa,